# Peter Steinmann
Peter Steinmann (11 luglio 1962) è un ex pentatleta svizzero.

## Palmarès
In carriera ha conseguito i seguenti risultati:
- Mondiali:

San Antonio 1991: argento nel pentathlon moderno individuale.
Basilea 1995: argento nel pentathlon moderno staffetta a squadre.